# Karlsruher Zeitung
Die Gründung der Karlsruher Zeitung (gemäß damaliger Schreibweise Carlsruher Zeitung) erfolgte 1758. Mit ihr erhielt die badische Residenzstadt Karlsruhe ihre erste Tageszeitung. Am 30. Dezember 1933 stellte die Zeitung ihr Erscheinen ein und ging im Karlsruher Tagblatt auf.

## Geschichte
Die Karlsruher Zeitung erschien bei Macklot, zunächst mit zwei Ausgaben pro Woche und ab 1759 mit drei Ausgaben pro Woche. Unmittelbarer Auslöser für die Gründung der Zeitung war der Siebenjährige Krieg und das Bedürfnis, die Bevölkerung über die Kriegsereignisse zu informieren. Mit der Erweiterung auf drei Ausgaben übernahm die Zeitung auch die Funktion eines städtischen Anzeigeblattes.
Im 19. Jahrhundert übernahm die Karlsruher Zeitung dann die Rolle eines Regierungsblattes. Ausdruck dieser Funktion sind die Beilagen, die unabhängig von der Hauptausgabe erworben werden konnten und ausführlich über die Verhandlungen der Ständekammer berichteten. Diese Funktion spiegelte sich auch im Untertitel wider, der ab 1911 Staatsanzeiger für das Großherzogtum Baden und ab 1918 Badischer Staatsanzeiger lautete. Die Berichte stellen eine wichtige Sekundärquelle dar, da die Landtagsverwaltung ab 1848 und bis 1919/20 nur noch Beschlussprotokolle abdrucken ließ und die gehaltenen Reden nicht im Wortlaut veröffentlicht wurden.
Folgende Beilagen sind nachgewiesen:
- Badische Chronik 1868
- Literarische Beilage 1879–1881
- Der Gesellschafter 1847
- Verhandlungen der badischen Stände 1842–1851
- Badischer Landtagsbote 1847–1848
- Badischer Landtag / Badische Ständeversammlung. Öffentliche Sitzung der 2. Kammer 1869–1905/06
- Amtliche Berichte über die Verhandlungen der Badischen Ständeversammlung. [2. Kammer] 1905/06–1917/18
- Badischer Landtag / Badische Ständeversammlung. Öffentliche Sitzung der 1. Kammer 1897/99–1905/06
- Amtliche Berichte über die Verhandlungen des Badischen Landtags 1919–1929/30

Die Funktion als Staatsanzeiger sicherte bei geringen Auflagen das Überleben der Karlsruher Zeitung. Mit dem Verlust dieser Funktion an die NS-Zeitung Der Führer stellte die Karlsruher Zeitung ihr Erscheinen ein.
Des Weiteren gab es zeitweise die Samstags-Beilage Wissenschaft und Bildung.